# Sbor pověřenců
Sbor pověřenců, slovensky Zbor povereníkov, (ZP) byl v letech 1944 až 1960 výkonný orgán Slovenské národní rady.

## Historie a vývoj kompetencí
Vytvořen byl nařízením SNR v době tzv. první Slovenské republiky dne 1. září 1944 jako orgán SNR na povstaleckém území Slovenska. SNR měla tehdy všechnu zákonodárnou, vládní a výkonnou moc na Slovensku a tuto svoji výkonnou moc pak delegovala právě na Zbor povereníkov. První sbor měl 9, druhý 11 členů, sídlil v Banské Bystrici a působil zde až do konce SNP, přesněji do 23. října 1944. Byl kolegiem ústředních státních orgánů – „pověřenců“ stojících v čele pověřenictev SNR. V jeho čele bylo Předsednictvo SNR (takže nikoliv jednotlivá osoba), úřední agendu vykonával Úřad Předsednictva ZP.
Od 7. února 1945 do 18. září obnovil svoji činnost na osvobozeném území – jeho sídlo tehdy bylo v Košicích, později v Bratislavě. Třetí sbor měl 10 členů, čtvrtý a pátý 12 členů.
Poválečný Sbor pověřenců začal pracovat 18. září v Bratislavě. V jeho čele stála od té doby konkrétní osoba – Předseda ZP (první byl Karol Šmidke, poté v letech 1946–1950 Gustáv Husák). První poválečný (tedy šestý) ZP nebyl volen, ale obsazen paritně zástupci Demokratické strany a Komunistické strany Slovenska. Jeho činnost velmi omezila tzv. třetí pražská dohoda, která rozhodla, že bude podřízen vládě Československa.
Po volbách v roce 1946 SNR 14. srpna 1946 vytvořila nový ZP (v technickém pořadí sedmý, osmý atd.) v čele s Gustávem Husákem a v podobě, kterou zavedl Košický vládní program. Byla to, zjednodušeně řečeno, slovenská vláda s velmi omezenými pravomocemi. Z československého hlediska šlo o projev asymetrické výkonné moci, neboť v Zemi České a Zemi Moravskoslezské obdobné orgány vytvořeny nebyly. Počet členů byl 13. Po komunistickém převratu v únoru 1948 Gustáv Husák pověřence za Demokratickou stranu (řádně zvolených ve volbách) vyloučil s odůvodněním, že se demise ministrů jejich strany týká i jich. Dne 6. března 1948 tedy nastoupil nový komunistický (v pořadí již devátý) ZP. Měl 12 členů. Brzy ho vystřídal desátý ZP, který vládl od června 1948 až do prosince 1954, který měl 13 členů, a v jehož čele od května 1950 už stál Karol Bacílek, od září 1951 J. Ďuriš a od ledna 1953 Rudolf Strechaj, který potom zůstal předsedou ZP až do jeho zániku.
Kompetence ZP byly po roku 1948 postupně několikrát zmenšeny, přestože počet pověřenců jedenáctého ZP (1954–1956) byl zvýšen na 17 a dvanáctého (1956–1960) pak na 15. Sbor pověřenců zanikl jako kolektivní orgán 11. července 1960 přijetím a okamžitou účinností Ústavy ČSSR, podle které jeho kompetence převzala Slovenská národní rada, která se tehdy stala jednotným zákonodárným, vládním a výkonným orgánem. Pověřenci podle této ústavy (čl. 85) zůstali, byli členy Předsednictva Slovenské národní rady (nikoli už Sboru pověřenců) a působili v oborech státní správy, které stanoví zákon. Definitivně zanikli přijetím Ústavního zákona o československé federaci, 143/1968 Sb.

## Seznam Sborů pověřenců
- Sbor pověřenců 1. září 1944 – 5. září 1944
- Sbor pověřenců 5. září 1944 – 23. října 1944
- Sbor pověřenců 7. února 1945 – 21. února 1945
- Sbor pověřenců 21. února 1945 – 11. dubna 1945
- Sbor pověřenců 11. dubna 1945 – 18. září 1945
- Sbor pověřenců 18. září 1945 – 16. srpna 1946
- Sbor pověřenců 16. srpna 1946 – 18. listopadu 1947
- Sbor pověřenců 18. listopadu 1947 – 23. února 1948
- Sbor pověřenců 6. března 1948 – 18. června 1948
- Sbor pověřenců 18. června 1948 – 17. prosince 1954
- Sbor pověřenců 17. prosince 1954 – 2. srpna 1956
- Sbor pověřenců 2. srpna 1956 – 11. července 1960[1]